# ベアゼロ
ベアゼロは、春闘などの賃上げ交渉の際に、ベースアップ（ベア）がゼロとなること、つまり、全従業員に対して一律の賃上げが0円であることを意味する。

## 過去の事例
2002年のトヨタのベアゼロは、利益が1兆円を超えたにもかかわらず行われており、高瀬久直によれば同社の生産性基準原理への転換の象徴になったと評されている。
2009年にはNTTグループや、トヨタ自動車・ホンダ自動車・日産自動車などの自動車関連企業、パナソニック・日立製作所・NECなどの電機関連企業などがベアゼロを発表している。
2020年の春闘で、トヨタがメンバーシップ制から、個人につけられた評価によって給料に差が付く「ジョブ制」へと移行したことに伴うベアゼロを発表したことは「ベアゼロショック」と評された。
2021年の春闘では、コロナウイルスの感染拡大による業績悪化に伴い、日本航空・JR東海・SUBARUなどの企業がベアゼロを発表したほか、ホンダ・マツダ・三菱重工業などの労働組合がベアの要求を断念したことなどから「ベアゼロ春闘」などと評された。